# Москва, кохання моє
«Москва, кохання моє» (яп. モ ス ク ワ わ が 愛) — радянсько-японський художній фільм 1974 року.

## Сюжет
Японська дівчина Юріко приїхала в Москву вчитися мистецтву балету. Любов московського скульптора, перемога на конкурсі випускниць школи при Великому театрі принесли Юріко щастя. Але вона народилася в Хіросімі, і у неї лейкемія.

## У ролях
- Комакі Куріхара —  Юріко
- Олег Відов —  Володя
- Валентин Гафт —  балетмейстер
- Тетяна Голікова —  Таня
- Олена Добронравова —  Олена Миколаївна
- Іван Диховичний —  репетитор
- Олег Єфремов —  лікар
- Олексій Варламов —  педагог балету
- Макото Сайто —  дядько Юріко
- Людмила Зайцева —  медсестра
- Любов Соколова —  костюмерша
- Олександр Абдулов —  наречений

## Знімальна група
- Сценарій:  Едвард Радзинський,  Олександр Мітта
- Режисери:  Олександр Мітта, Кендзі Йосіда
- Оператор:  Володимир Нахабцев
- Художник:  Юрій Кладієнко
- Композитор:  Борис Чайковський